# 2005-ös síkvízi kajak-kenu világbajnokság
A 2005-ös síkvízi kajak-kenu világbajnokságot a horvátországi Zágrábban rendezték 2005. augusztus 25-e és augusztus 28-a között. Ezen a világbajnokságon szerezte első világbajnoki aranyérmét Szerbia és Montenegró, valamint első világbajnoki bronzérmét Kazahsztán. Ez a harmincnegyedik kajak-kenu világbajnokság volt.

## Éremtáblázat
*   Rendező
  *   Magyarország
| Helyezés | Ország                | Arany | Ezüst | Bronz | Összesen |
| -------- | --------------------- | ----- | ----- | ----- | -------- |
| 1.       | Németország           | 10    | 5     | 3     | 18       |
| 2.       | Magyarország          | 6     | 3     | 3     | 12       |
| 3.       | Spanyolország         | 2     | 2     | 1     | 5        |
| 4.       | Oroszország           | 2     | 1     | 2     | 5        |
| 5.       | Lengyelország         | 1     | 5     | 4     | 10       |
| 6.       | Románia               | 1     | 2     | 0     | 3        |
| 7.       | Fehéroroszország      | 1     | 1     | 2     | 4        |
| 8.       | Ausztrália            | 1     | 0     | 1     | 2        |
| 8.       | Norvégia              | 1     | 0     | 1     | 2        |
| 10.      | Szerbia és Montenegró | 1     | 0     | 0     | 1        |
| 10.      | Ukrajna               | 1     | 0     | 0     | 1        |
| 12.      | Kanada                | 0     | 2     | 4     | 6        |
| 13.      | Szlovákia             | 0     | 2     | 0     | 2        |
| 14.      | Kuba                  | 0     | 1     | 2     | 3        |
| 15.      | Litvánia              | 0     | 1     | 1     | 2        |
| 16.      | Ausztria              | 0     | 1     | 0     | 1        |
| 16.      | Csehország            | 0     | 1     | 0     | 1        |
| 18.      | Franciaország         | 0     | 0     | 1     | 1        |
| 18.      | Olaszország           | 0     | 0     | 1     | 1        |
| 18.      | Kazahsztán            | 0     | 0     | 1     | 1        |
| Összesen | Összesen              | 27    | 27    | 27    | 81       |

## Eredmények

### Férfiak

#### Kajak
| Versenyszám | Arany                                                                                          | Arany    | Ezüst                                                                          | Ezüst    | Bronz                                                                                          | Bronz    |
| ----------- | ---------------------------------------------------------------------------------------------- | -------- | ------------------------------------------------------------------------------ | -------- | ---------------------------------------------------------------------------------------------- | -------- |
| K1 200 m    | Carlos Pérez · Spanyolország                                                                   | 35,289   | Tomasz Mendelski · Lengyelország                                               | 35,697   | Anton Rjahov · Oroszország                                                                     | 35,733   |
| K1 500 m    | Nathan Baggaley · Ausztrália                                                                   | 1:36,980 | Lutz Altepost · Németország                                                    | 1:37,076 | Adam Van Koeverden · Kanada                                                                    | 1:37,082 |
| K1 1000 m   | Eirik Verås Larsen · Norvégia                                                                  | 3:29,165 | Adam Van Koeverden · Kanada                                                    | 3:29,841 | Nathan Baggaley · Ausztrália                                                                   | 3:30,069 |
| K2 200 m    | Dragan Zoric · Ognjen Filipovic · Szerbia és Montenegró                                        | 32,253   | Alvydas Duonėla · Egidijus Balčiūnas · Litvánia                                | 32,277   | Marek Twardowski · Adam Wysocki · Lengyelország                                                | 32,499   |
| K2 500 m    | Ronald Rauhe · Tim Wieskötter · Németország                                                    | 1:27,583 | Marek Twardowski · Adam Wysocki · Lengyelország                                | 1:29,005 | Alvydas Duonėla · Egidijus Balčiūnas · Litvánia                                                | 1:29,347 |
| K2 1000 m   | Kökény Roland · Kucsera Gábor · Magyarország                                                   | 3:18,692 | Andreas Ihle · Marco Herszel · Németország                                     | 3:18,722 | Mattis Næss · Jacob Norenberg · Norvégia                                                       | 3:18,836 |
| K4 200 m    | Kadler Viktor · Beé István · Babella Balázs · Gyertyános Gergely · Magyarország                | 30,211   | Norman Bröckl · Björn Bach · Björn Goldschmidt · Jonas Ems · Németország       | 30,301   | Raman Pjatrusenka · Aljakszej Abalmaszav · Dzjamjan Turcsin · Vadzim Mahnev · Fehéroroszország | 30,565   |
| K4 500 m    | Raman Pjatrusenka · Aljakszej Abalmaszav · Dzjamjan Turcsin · Vadzim Mahnev · Fehéroroszország | 1:20,898 | Michal Riszdorfer · Tarr György · Andrej Wiebauer · Róbert Erban · Szlovákia   | 1:20,994 | Franco Benedini · Jaka Jazbec · Luca Piemonte · Antonio Scaduto · Olaszország                  | 1:22,634 |
| K4 1000 m   | Lutz Altepost · Norman Bröckl · Björn Bach · Arnd Goldschmidt · Németország                    | 2:56,282 | Michal Riszdorfer · Richard Riszdorfer · Vlček Erik · Róbert Erban · Szlovákia | 2:56,558 | Paweł Baumann · Marek Twardowski · Adam Wysocki · Przemyslaw Gawrych · Lengyelország           | 2:57,848 |

#### Kenu
| Versenyszám | Arany                                                                                         | Arany    | Ezüst | Ezüst    | Bronz | Bronz    |
| ----------- | --------------------------------------------------------------------------------------------- | -------- | --- | -------- | --- | -------- |
| C1 200 m    | Valentin Demjanenko · Ukrajna                                                                 | 39,264   | Makszim Opalev · Oroszország                                                                              | 39,588   | Zhomart Satubaldin · Kazahsztán                                                                                       | 39,984   |
| C1 500 m    | Andreas Dittmer · Németország                                                                 | 1:48,409 | Paweł Baraszkiewicz · Lengyelország                                                                       | 1:49,065 | Makszim Opalev · Oroszország                                                                                          | 1:49,609 |
| C1 1000 m   | Andreas Dittmer · Németország                                                                 | 3:57,119 | David Cal · Spanyolország                                                                                 | 3:58,421 | Richard Dalton · Kanada                                                                                               | 4:00,617 |
| C2 200 m    | Jevgenyij Ignatov · Nyikolaj Lipkin · Oroszország                                             | 36,978   | Christian Gille · Tomasz Wylenzek · Németország                                                           | 37,002   | Serguey Torres · Karel Aguilar · Kuba                                                                                 | 37,242   |
| C2 500 m    | Christian Gille · Tomasz Wylenzek · Németország                                               | 1:39,851 | Kozmann György · Kolonics György · Magyarország                                                           | 1:40,175 | Serguey Torres · Karel Aguilar · Kuba                                                                                 | 1:40,271 |
| C2 1000 m   | Christian Gille · Tomasz Wylenzek · Németország                                               | 3:37,048 | Serguey Torres · Karel Aguilar · Kuba                                                                     | 3:38,080 | Kozmann György · Kolonics György · Magyarország                                                                       | 3:39,130 |
| C4 200 m    | Alekszandr Kovaljov · Alekszandr Kosztoglod · Roman Krugljakov · Makszim Opalev · Oroszország | 33,867   | Petr Procházka · Petr Fuksa · Petr Netušil · Jan Břečka · Csehország                                      | 34,017   | Aljakszandr Kurljandcsik · Aljakszandar Zsukovszki · Szjamjon Szapanenka · Aljakszandr Bahdanovics · Fehéroroszország | 30,565   |
| C4 500 m    | Loredan Popa · Silviu Simioncencu · Florin Popescu · Iosif Chirila · Románia                  | 1:30,602 | Dzmitrij Rabcsanka · Dzmitrij Vajciskin · Kansztancin Scsarbak · Aljakszandr Vavzsecki · Fehéroroszország | 1:31,298 | Andrzej Jezierski · Michał Śliwiński · Michał Gajownik · Adam Ginter · Lengyelország                                  | 1:31,916 |
| C4 1000 m   | Wojciech Tyszyński · Michał Śliwiński · Andrzej Jezierski · Michał Gajownik · Lengyelország   | 3:17,407 | Constantin Popa · Loredan Popa · Florin Mironcic · Petre Condrat · Románia                                | 3:17,863 | Robert Nuck · Stefan Holtz · Thomas Luck · Stephan Breuing · Németország                                              | 3:20,479 |

### Nők

#### Kajak
| Versenyszám | Arany                                                                                        | Arany    | Ezüst                                                                                               | Ezüst    | Bronz                                                                                    | Bronz    |
| ----------- | -------------------------------------------------------------------------------------------- | -------- | --------------------------------------------------------------------------------------------------- | -------- | ---------------------------------------------------------------------------------------- | -------- |
| K1 200 m    | Maria Teresa Portela · Spanyolország                                                         | 40,756   | Szabó Szilvia · Magyarország                                                                        | 41,380   | Karen Furneaux · Kanada                                                                  | 41,542   |
| K1 500 m    | Nicole Reinhardt · Németország                                                               | 1:50,407 | Karen Furneaux · Kanada                                                                             | 1:51,379 | Viski Erzsébet · Magyarország                                                            | 1:51,565 |
| K1 1000 m   | Katrin Wagner-Augustin · Németország                                                         | 4:00,494 | Benedek Dalma · Magyarország                                                                        | 4:01,406 | Karen Furneaux · Kanada                                                                  | 4:03,200 |
| K2 200 m    | Kovács Katalin · Janics Natasa · Magyarország                                                | 37,101   | Maria Teresa Portela · Jana Smidakova · Spanyolország                                               | 3,013    | Birgit Fischer · Fanny Fischer · Németország                                             | 38,127   |
| K2 500 m    | Kovács Katalin · Janics Natasa · Magyarország                                                | 1:39,704 | Petra Schlitzer · Viktoria Schwarz · Ausztria                                                       | 1:42,458 | Anne-Laure Viard · Marie Delattre · Franciaország                                        | 1:43,118 |
| K2 1000 m   | Kovács Katalin · Janics Natasa · Magyarország                                                | 3:40,861 | Maike Nollen · Nadine Opgen-Rhein · Németország                                                     | 3:42,931 | Aneta Białkowska · Joanna Skowroń · Lengyelország                                        | 3:43,003 |
| K4 200 m    | Carolin Leonhardt · Nicole Reinhardt · Judith Hörmann · Katrin Wagner-Augustin · Németország | 35,151   | Iwona Pyzalska · Małgorzata Czajczyńska · Joanna Skowroń · Beata Sokołowska-Kulesza · Lengyelország | 36,111   | María Isabel García · Ana Varela · Jana Smidakova · Maria Teresa Portela · Spanyolország | 36,189   |
| K4 500 m    | Carolin Leonhardt · Conny Waßmuth · Judith Hörmann · Katrin Wagner-Augustin · Németország    | 1:31,686 | Aneta Białkowska · Aneta Konieczna · Joanna Skowroń · Iwona Pyzalska · Lengyelország                | 1:32,442 | Paksy Tímea · Benedek Dalma · Szabó Szilvia · Bóta Kinga · Magyarország                  | 1:32,952 |
| K4 1000 m   | Paksy Tímea · Szabó Szilvia · Viski Erzsébet · Bóta Kinga · Magyarország                     | 3:20,701 | Florica Vulpeş · Mariana Ciobanu · Lidia Talpă · Alina Platon · Románia                             | 3:21,889 | Birgit Fischer · Maren Knebel · Judith Hörmann · Carolin Leonhardt · Németország         | 3:21,901 |

## A magyar csapat
A 2005-ös magyar vb keret tagjai:
| férfiak kajak | férfiak kajak                                              | férfiak kajak      |
| ------------- | ---------------------------------------------------------- | ------------------ |
| K1 200 m      | Boros Gergely                                              | 5.                 |
| K2 200 m      | Sík Márton Csamangó Attila                                 | 7.                 |
| K4 200 m      | Kadler Viktor Beé István Babella Balázs Gyertyános Gergely | Aranyérem          |
| K1 500 m      | Vereckei Ákos                                              | 5.                 |
| K2 500 m      | Kammerer Zoltán Kucsera Gábor                              | 4.                 |
| K4 500 m      | Benkő Zoltán Kökény Roland Storcz Botond Horváth Gábor     | Nem jutott döntőbe |
| K1 1000 m     | Benkő Zoltán                                               | 4.                 |
| K2 1000 m     | Kökény Roland Kucsera Gábor                                | Aranyérem          |
| K4 1000 m     | Kammerer Zoltán Storcz Botond Vereckei Ákos Horváth Gábor  | Nem jutott döntőbe |

| férfi kenu | férfi kenu                                             | férfi kenu |
| ---------- | ------------------------------------------------------ | ---------- |
| C1 200 m   | Kolonics György                                        | 11.        |
| C2 200 m   | Kovács Gergely Bozsik Attila                           | 4.         |
| C4 200 m   | Buzál Miklós Végh Attila Vasali László Joób Márton     | 9.         |
| C1 500 m   | Vajda Attila                                           | 9.         |
| C2 500 m   | Kozmann György Kolonics György                         | Ezüstérem  |
| C4 500 m   | Joób Márton Kovács Gergely Bozsik Attila Sarudi Pál    | 5.         |
| C1 1000 m  | Vajda Attila                                           | 5.         |
| C2 1000 m  | Kozmann György Kolonics György                         | Bronzérem  |
| C4 1000 m  | Balázs Gábor Sáfrán Mátyás Joób Márton Kronecker Gábor | 6.         |

| nők kajak | nők kajak                                                | nők kajak |
| --------- | -------------------------------------------------------- | --------- |
| K1 200 m  | Szabó Szilvia                                            | Ezüstérem |
| K2 200 m  | Kovács Katalin Janics Natasa                             | Aranyérem |
| K4 200 m  | Paksy Tímea Szabó Gabriella Patyi Melinda Viski Erzsébet | 5.        |
| K1 500 m  | Viski Erzsébet                                           | Bronzérem |
| K2 500 m  | Kovács Katalin Janics Natasa                             | Aranyérem |
| K4 500 m  | Paksy Tímea Szabó Szilvia Benedek Dalma Bóta Kinga       | Bronzérem |
| K1 1000 m | Benedek Dalma                                            | Ezüstérem |
| K2 1000 m | Kovács Katalin Janics Natasa                             | Aranyérem |
| K4 1000 m | Paksy Tímea Viski Erzsébet Szabó Szilvia Bóta Kinga      | Aranyérem |